# جوش هادن
جوش هادن (بالإنجليزية: Josh Haden)‏ هو مغني أمريكي، ولد في 1968 في نيويورك في الولايات المتحدة.

## وصلات خارجية
- الموقع الرسمي
- جوش هادن على موقع IMDb (الإنجليزية)
- جوش هادن على موقع ميوزك برينز (الإنجليزية)
- جوش هادن على موقع ديسكوغز (الإنجليزية)
- جوش هادن على موقع ديسكوغز (الإنجليزية)